# Prehospital Trauma Life Support
Prehospital Trauma Life Support (PHTLS) er et kursus og retningslinjer for behandling af den svært tilskadekomne patient.
Kurset henvender sig til professionelle i det præhospitale felt f.eks. ambulancefolk, sygeplejersker og læger.
Kursuskonceptet er udviklet i USA af National Association of Emergency Medical Technicians (NAEMT) og er baseret på Advanced Trauma Life Support (ATLS) principperne udviklet af American College of Surgeons, Committee on Trauma.
Formålet er at sikre patienten en ensartet og effektiv behandling gennem hele behandlingsforløbet.
PHTLS kom til Danmark i 2002 og bruges af redningstjenester og militær i 33 forskellige lande.
Danmark er det eneste land i verden hvor PHTLS er en obligatorisk del af ambulanceuddannelsen.